# GM Europa Ovini
GM Europa Ovini ist ein italienisches Radsportteam mit Sitz in Spoltore.
Die Mannschaft wurde 2015 gegründet und nimmt als Continental Team an den UCI Continental Circuits teil. Manager ist Gabriele Marchesani, der von dem Sportlichen Leiter Alessandro Spezialetti unterstützt wird.

## Saison 2017

### Erfolge in der UCI Europe Tour
Bei den Rennen der UCI Europe Tour im Jahr 2017 gelangen dem Team nachstehende Erfolge.
| Datum    | Rennen                    | Kat. | Fahrer             |
| -------- | ------------------------- | ---- | ------------------ |
| 2. April | GP Adria Mobil            | 1.2  | Antonio Parrinello |
| 25. Mai  | 5. Etappe Tour of Albania | 2.2  | Davide Pacchiardo  |

### Mannschaft
| Teamkader 2017          | Teamkader 2017     | Teamkader 2017 | Teamkader 2017            |
| Name                    | Geburtsdatum       | Land           | Vorheriges Team           |
| ----------------------- | ------------------ | -------------- | ------------------------- |
| Adriano Brogi           | 20. Juli 1991      | Italien        | D'Amico Bottecchia (2015) |
| Leonardo Canepa         | 30. Juni 1997      | Italien        |                           |
| Francesco Canepa        | 30. Juni 1997      | Italien        |                           |
| Andrea Di Federico      | 15. Februar 1995   | Italien        |                           |
| Antonio Di Sante        | 25. September 1993 | Italien        |                           |
| Francesco Gabriele      | 29. März 1998      | Italien        |                           |
| Diego Guglielmetti      | 2. März 1998       | Italien        |                           |
| Mirko Iafrati           | 27. April 1998     | Italien        |                           |
| Sebastian Lander        | 11. März 1991      | Dänemark       | ONE Pro Cycling (2016)    |
| Rossano Mauti           | 31. Mai 1997       | Italien        |                           |
| Davide Pacchiardo       | 30. Mai 1990       | Italien        |                           |
| Antonio Parrinello      | 2. Oktober 1988    | Italien        | D'Amico Bottecchia (2016) |
| Matteo Rotondi          | 26. September 1996 | Italien        |                           |
| Andrea Ruscetta         | 17. Januar 1990    | Italien        |                           |
| Marco Tizza             | 6. Februar 1992    | Italien        | D'Amico Bottecchia (2016) |
|                         |                    |                |                           |
| Quelle: ProCyclingStats |                    |                |                           |

## Platzierungen in UCI-Ranglisten
UCI Europe Tour
| Saison | Mannschaftswertung | Fahrerwertung         |
| ------ | ------------------ | --------------------- |
| 2015   | 71.                | Filippo Fortin (164.) |
| 2016   | 67.                | Filippo Fortin (208.) |